# Estiliano Zautzes
Estiliano Zautzes (em grego: Στυλιανὸς Ζαούτζης; romaniz.: Stylianos Zaoutzes; Ζαουντζᾶς no Escilitzes de Madrid; m. 899) foi um alto oficial bizantino de origem armênia. Elevando-se a alta patente sob o imperador Basílio I, o Macedônio (r. 867–886), ascendeu ainda mais sob seu sucessor, Leão VI, o Sábio (r. 886–912), que tinha uma estreita amizade e um possível caso com a filha de Estiliano, Zoé Zautsina.
Estiliano Zautzes foi o ministro chefe durante a primeira metade do reinado de Leão, e foi premiado com o título de basileopátor. Sua posição e influência declinaram após 895, quando tornou-se sogro de Leão após seu casamento com sua filha. Após uma tentativa de golpe arquitetada por seus parentes, o clã Zautzes foi privado do considerável poder que havia acumulado sob a tutela de Estiliano.

## Biografia

### Origens e começo da carreira

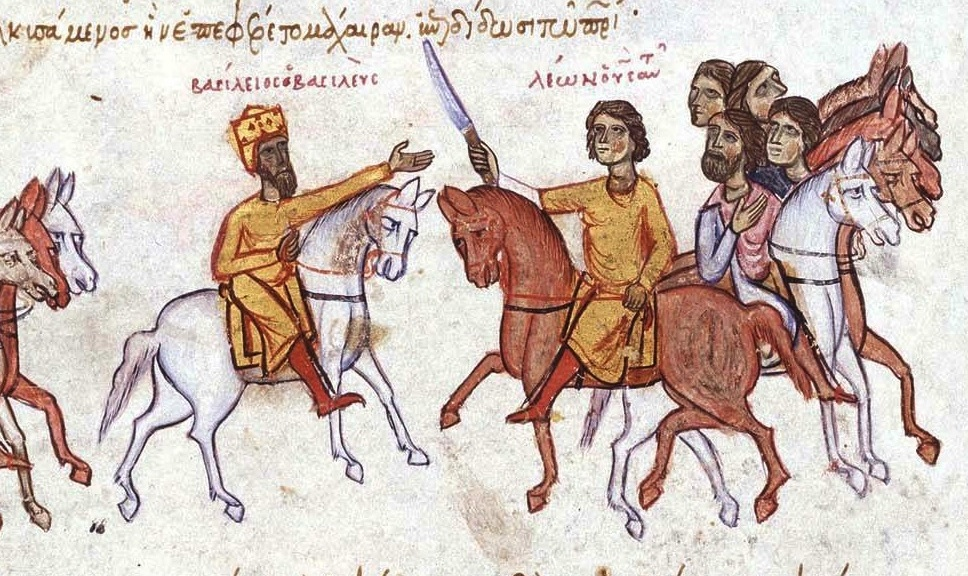
Respectivamente r. e r.. Miniatura do Escilitzes de Madri

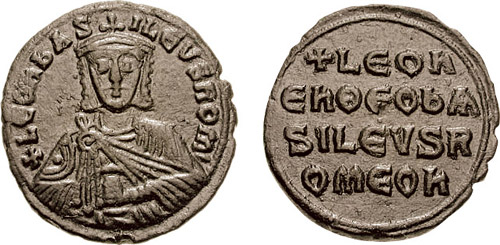
Fólis de Leão VI

Zautzes foi um descendente armênio, e nasceu no tema da Macedônia. Tem sido teorizado pelo historiador Nicholas Adontz que Zautzes pode ser o filho de um estratego contemporâneo da Macedônia chamado Tzantzes, o mesmo nome do filho de Zautzes, no entanto, a conexão é atualmente impossível de provar. De acordo com Steven Runciman, o sobrenome Zautzes deriva da palavra armênia Zaoutch, "negro", refletindo a aparência particularmente negra de Zautzes. Na mesma linha, Zautzes era conhecido entre os bizantinos como "o etíope". Seja qual for sua ascendência exata, ele compartilhou origem étnica e geográfica com o imperador Basílio I, o Macedônio, um fator que provavelmente desempenhou um importante papel em sua ascensão a alto ofício no reinado do último.
No final de 882, o jovem Leão, segundo filho de Basílio e herdeiro após a morte de seu irmão mais velho Constantino em 879, foi casado com Teófano, um membro da família Martinácio. A noiva foi escolhida pela imperatriz Eudócia Ingerina, e não por favor de Leão, que preferia a companhia de Zoé Zautsina, a filha de Estiliano Zautzes. Se Zoé era realmente sua amante é incerto; o próprio Leão negou isso em relatos posteriores. Nesse ponto, Zautzes ocupou o cargo de pequeno heteriarca, ou seja, comandante do regimento júnior de guarda-costas mercenários do imperador, o Heteria. As relações de Leão com seu pai Basílio foram sempre tensas, e quanto Teófano informou-o desse caso, Basílio teria se enfurecido, batendo em Leão até ele sangrar, e casou Zoé com Teodoro Guzuniata. Além disso, em 883, Leão foi denunciado como conspirando contra Basílio e foi preso; foi somente através da intervenção de Fócio e Estiliano Zautzes que ele não foi cegado. Este caso parece não ter ferido a posição de Zautzes com Basílio e sua carreira, uma vez que no fim do reinado de Basílio era protoespatário e grande heteriarca (comandante sênior da Heteria).

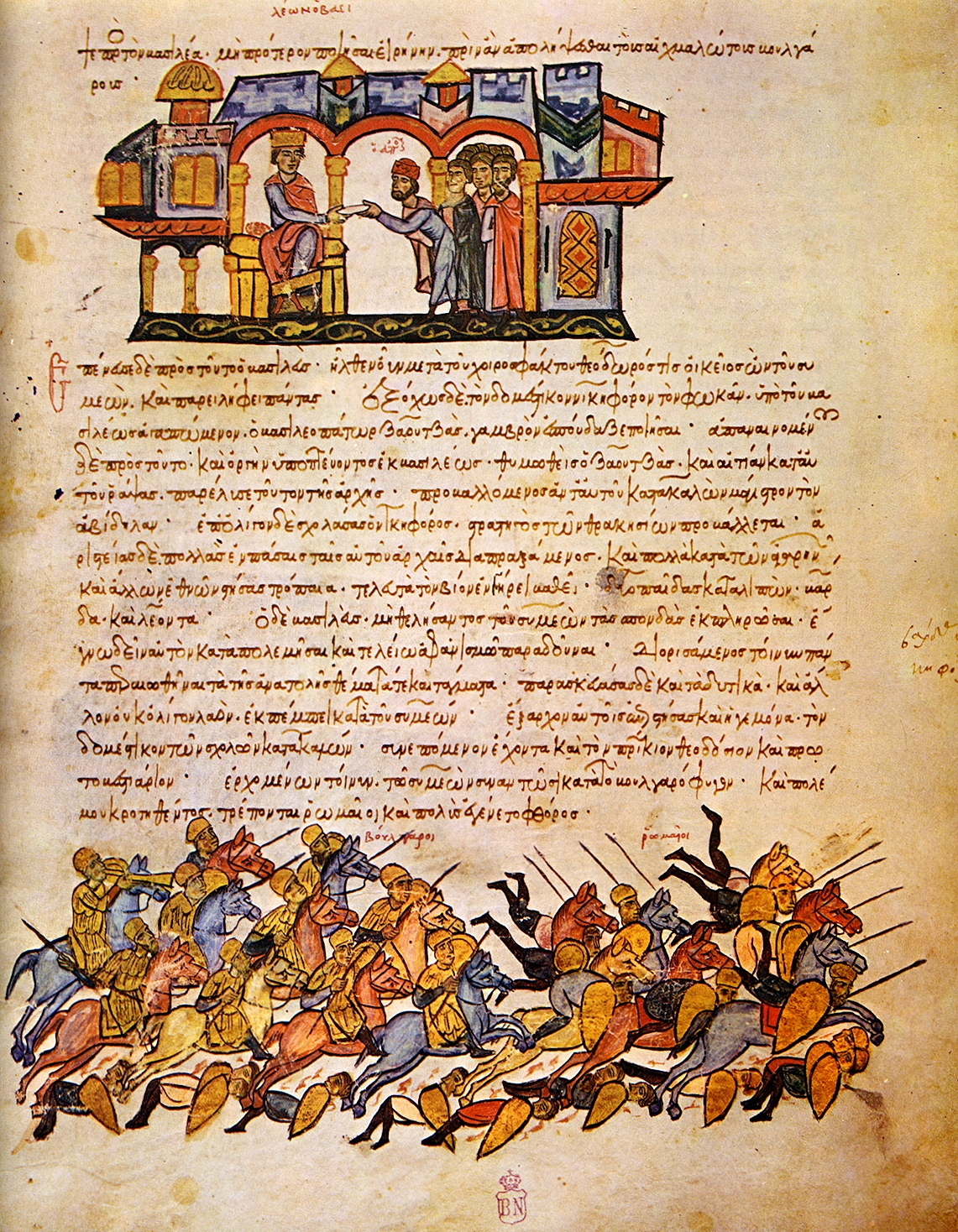
Do Escilitzes de Madri: imperador Leão VI recebendo um emissário búlgaro (topo); a vitória búlgara em Bulgarófigo em 896 (abaixo). O registro do Vida de Eutímio (Vita Euthymii) sustenta que Zautzes e seus clientes corruptos foram os responsáveis pela guerra, que viu várias derrotas bizantinas pesadas.

### Ascensão para a proeminência
Leão passou três anos na prisão, até ser liberado e restaurado ao seu posto no final de julho de 886. Aqui Zautzes também desempenhou um papel principal, tendo ele pedido pessoalmente para o imperador garantir a liberação de Leão. Por esse tempo, Basílio estava doente, e em 18 de de agosto de 886, foi gravemente ferido durante uma caçada. A participação de Zautzes na caçada levantou suspeitas de uma conspiração, mas sua cumplicidade é geralmente rejeitada, tendo Basílio sobrevivido durante nove dias, durante os quais ele não puniu Zautzes. Após a morte de Basílio, Leão foi coroado imperador, mas Zautzes, que havia recebido os títulos de patrício e magistro e o ofício de logóteta do dromo, efetivamente assumiu o controle do governo, conduzindo as políticas estatais. Uma tradição, com base na Vida de Eutímio (a hagiografia do patriarca Eutímio I), sustenta que o próprio Basílio nomeou Zautzes como regente (epítropo), mas outras fontes indicam que sua ascensão ao poder foi mais gradual. É um indicativo de sua autoridade que a maioria das ordenanças de Leão eram dirigidas a ele em pessoa, e em 893, conseguiu fazer com que seu protegido, Antônio Cáulea, fosse eleito patriarca de Constantinopla. No mesmo período (entre 886 e 893), o próprio imperador Leão VI proferiu uma homilia em uma igreja construída por ordens de Zautzes em Constantinopla.
A ascensão de Zautzes à proeminência consolidou-se em 891-893, quando a ele foi dado o título recém-criado de basileopátor ("pai do imperador"). Sua promoção para este novo e enigmático título tem sido um tema de controvérsia, uma vez que nem as razões para a criação do título nem suas exatas funções são conhecidas. A data mais antiga de sua elevação impede uma relação com a eventual ascensão de sua filha Zoé ao trono imperial como imperatriz de Leão. A gratidão ao apoio de Zautzes contra Basílio pode ter desempenhado um papel, e a teoria comum é que o ofício implícita alguma forma de tutela sobre o imperador. O ofício certamente confirmou Zautzes como o oficial secular sênior do Império Bizantino. No entanto, embora Zautzes tinha tradicionalmente sido considerado como um regente todo-poderoso sobre um imperador fraco, em grande parte devido ao registro fornecido na Vida de Eutímio, a relação real entre os dois pode ter sido bastante diferente. Uma avaliação mais cuidadosa do material de origem levou estudiosos modernos a concluir que Leão estava ativamente envolvido no governo, e que Zautzes como ministro-chefe foi leal e subserviente a seu mestre.

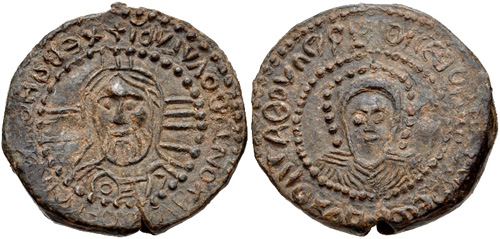
Selo de r.

Uma avaliação de seu registro como primeiro ministro do Império Bizantino é difícil. Das poucas fontes disponíveis sobre sua carreira, a Vida de Eutímio, compilada anos após a morte de Zautzes, é extremamente hostil, buscando fixar a responsabilidade de vários dos fracassos do reinado ou decisões impopulares sobre ele e, assim, preservar Leão da culpa. O registro da Vida é mais colorido pela rivalidade entre Zautzes e Eutímio, o sincelo e pai espiritual de Leão, e a maior influência sobre o imperador. Assim, a Vida acusou Zautzes de ser responsável pela demissão do general de sucesso Nicéforo Focas, o Velho e o início das hostilidades com a Bulgária em 894: alegadamente, dois pupilos seus mudaram o principal mercado dos bens búlgaros de Constantinopla para Salonica e então extraíram exorbitantes taxas dos comerciantes. Quando Leão, a mando de Zautzes, rejeitou os protestos dos comerciantes, o czar Simeão I (r. 893–927) viu pretexto para atacar. No entanto, recentemente tem sido sugerido pelo estudioso Paul Magdalino que a transferência foi uma iniciativa de Leão, com o objetivo de enriquecer Salonica, a cujo padroeiro, São Demétrio, mostrou favor especial.

### Queda e morte

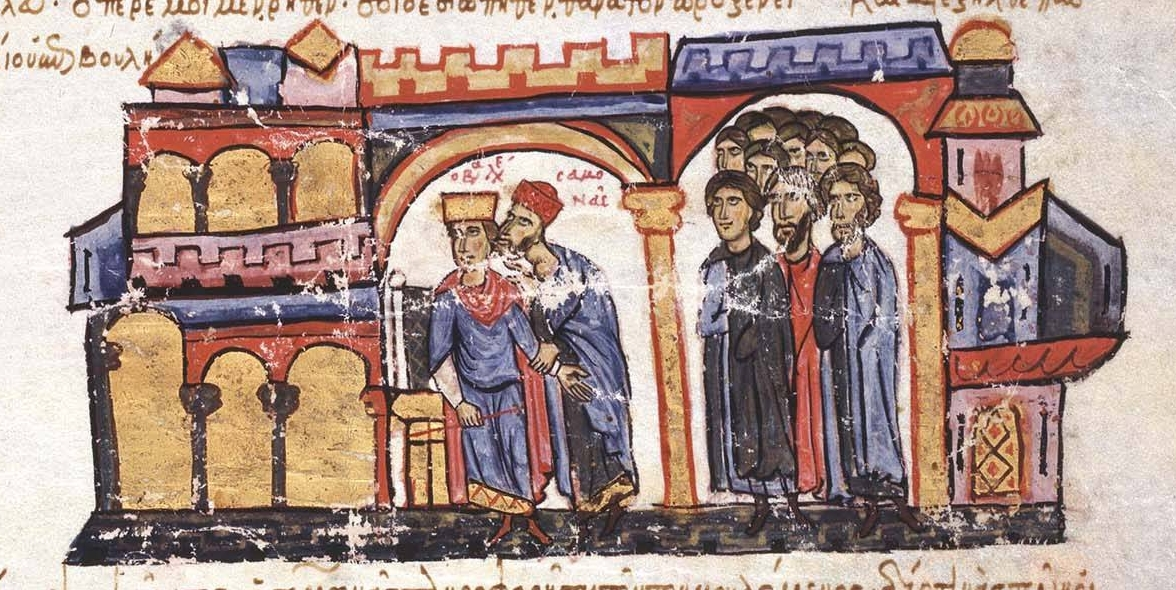
Samonas relata a Leão VI a conspiração de Basílio. Iluminura do Escilitzes de Madri

No entanto, tudo isso levou a imagem duradoura de uma liderança ineficaz nos assuntos externos e militares sob Zautzes. Isto pode explicar porque, apesar da retomada do caso de Leão com Zoé, a relação entre Zautzes e o imperador tornar-se tensa: contos de um suposto plano do filho de Zautzes para matar Leão em 894/895 indicam uma rixa entre os dois, e embora Zautzes não estivesse envolvido, uma grande briga entre eles se seguiu logo depois. Embora tenham se reconciliado, a posição de Zautzes parece ter diminuído ainda mais depois disso, tendo seus protegidos, considerados culpados de aceitar suborno, sido punidos por Leão. Todavia, no final do verão de 898, seguindo a morte de Teófano em dezembro de 865 ou 866 e a do primeiro marido de Zoé no começo de 898, Leão ao menos casou-se com Zoé, elevando-a a augusta. No ano seguinte, contudo, ambos Zoé e Estiliano morreram.
Após sua morte, Leão propôs a Eudócia Baiana para casar-se com ele. Vários parentes de Zautzes, que se beneficiaram de seu patrocínio, estavam com medo de perderem suas posições devido às relações com a nova imperatriz, e conspiraram para derrubar Leão. O principal entre eles foi Basílio, sobrinho de Zoé. A trama, no entanto, foi traída pelo servente eunuco Samonas, e a conspiração suprimida. Os parentes de Zautzes foram exilados ou confinados em mosteiros, e o poderoso clã desintegrado. Samonas em si foi muito bem recompensado: foi levado ao serviço imperial e rapidamente promovido, tornando-se paracemomeno em 908, antes de também cair em desgraça.